# Liam Scales
Liam Scales (8 de agosto de 1998) es un futbolista irlandés que juega de defensa en el Celtic F. C. de la Scottish Premiership.

## Selección nacional
Fue internacional sub-18 y sub-21 con la selección de fútbol de Irlanda. Con la absoluta hizo su debut el 13 de octubre de 2023 en un encuentro de clasificación para la Eurocopa 2024 ante Grecia.

## Clubes
| Club                    | País    | Año       |
| ----------------------- | ------- | --------- |
| UC Dublín               | Irlanda | 2016-2019 |
| Shamrock Rovers         | Irlanda | 2020-2021 |
| Celtic F. C.            | Escocia | 2021-     |
| Aberdeen F. C. (cedido) | Escocia | 2022-2023 |

## Palmarés

### Títulos nacionales
| Título                     | Club            | País    | Año  |
| -------------------------- | --------------- | ------- | ---- |
| Premier Division           | Shamrock Rovers | Irlanda | 2020 |
| Copa de la Liga de Escocia | Celtic F. C.    | Escocia | 2022 |
| Scottish Premiership       | Celtic F. C.    | Escocia | 2022 |
| Scottish Premiership       | Celtic F. C.    | Escocia | 2024 |
| Copa de Escocia            | Celtic F. C.    | Escocia | 2024 |
| Copa de la Liga de Escocia | Celtic F. C.    | Escocia | 2025 |
| Scottish Premiership       | Celtic F. C.    | Escocia | 2025 |